# Coppa Al Kurafi
La  Al Kurafi Cup era una competizione calcistica del Kuwait.
La prima edizione della coppa si è tenuta nella stagione 1998-1999 e da allora si è svolta regolarmente fino alla stagione 2006-2007. Da allora la coppa è stata definitivamente soppressa.

## Albo d'Oro
- 1998/99 :  Al-Arabi
- 1999/00 :  Al-Salmiya
- 2000/01 :  Al-Arabi
- 2001/02 :  Al-Arabi
- 2002/03 :  Al-Qadisiya 0-0  Kazma (aet, 6-5 pen)
- 2003/04 :  Kazma 1-0  Al-Arabi
- 2004/05 :  Kuwait SC 1-1  Al-Qadisiya (aet, 5-3 pen)
- 2005/06 :  Al-Qadisiya 2-1  Al-Arabi
- 2006/07 :  Kazma 1-0  Kuwait SC

### Vittorie per Club
| Club        | Vittorie |
| ----------- | -------- |
| Al-Arabi    | 3        |
| Al-Qadisiya | 2        |
| Kazma       | 2        |
| Kuwait SC   | 1        |
| Al-Salmiya  | 1        |